# Morirás en Chafarinas (película)

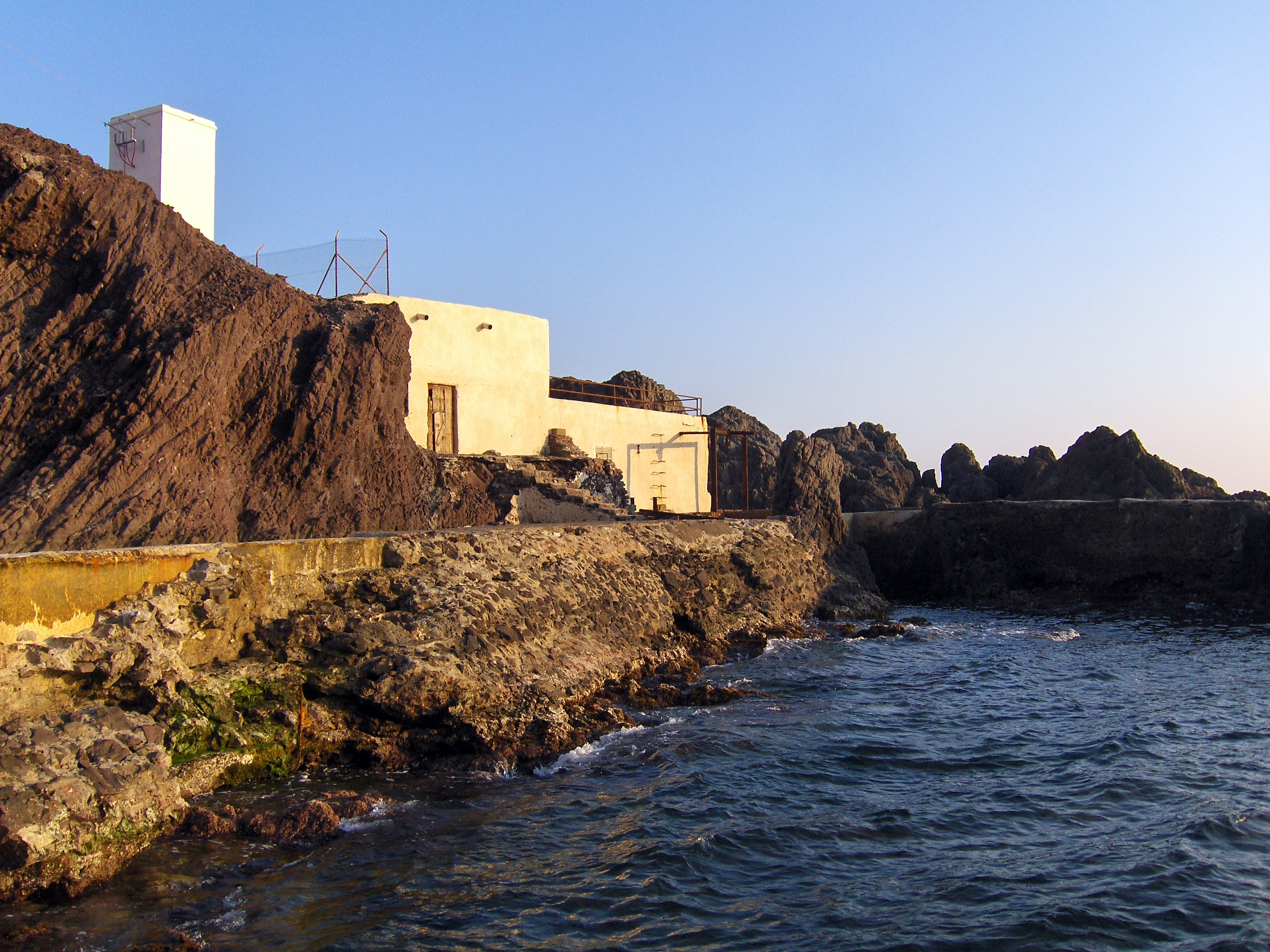
Algunas escenas se rodaron en el entorno del Parque natural del Cabo de Gata-Níjar.

Morirás en Chafarinas es una película dirigida en 1995 por Pedro Olea, basada en la novela homónima escrita por Fernando Lalana en 1990.

## Argumento
En un acuartelamiento español de Regulares en Melilla se han producido varias muertes. El capitán Contreras encarga al soldado Cidraque que investigue la posible relación entre ellas, pero a medida que se empiezan a descubrir hechos, Cidraque es rápidamente apartado del caso. Sin embargo, continuará la investigación con su amigo Jaime, llegando a la conclusión de que todas las muertes están relacionadas con el tráfico de heroína, así como con varios oficiales.
Si bien la película empieza siguiendo con cierta fidelidad el relato original, en el último tercio del metraje la historia cambia marcadamente, especialmente cuando la acción se traslada a las islas Chafarinas, que dan título a ambas obras. El mismo Lalana realizó el guion de la película junto al director Olea.

## Rodaje
Parte de las escenas de la película fueron rodadas cerca de La Fabriquilla en la toma de agua de las salinas de Cabo de Gata.